# Mezőkovácsháza (distrikt)
Mezőkovácsháza är ett distrikt i Ungern. Det ligger i provinsen Békés, i den centrala delen av landet, 190 km sydost om huvudstaden Budapest.